# Bromeilles
Bromeilles település Franciaországban, Loiret megyében. Lakosainak száma 321 fő (2022. január 1.). Bromeilles Grangermont, Desmonts, Échilleuses, Puiseaux, Arville, Beaumont-du-Gâtinais, Burcy, Gironville és Ichy községekkel határos.

## Népesség
A település népességének változása:
| Lakosok száma | 303  | 264  | 260  | 333  | 318  | 328  | 329  | 322  | 319  | 321  |
|               | 1968 | 1982 | 1990 | 2006 | 2013 | 2015 | 2017 | 2019 | 2020 | 2022 |